# Démons et Merveilles (album)
 (mars 2020).
Pour les articles homonymes, voir Démons et Merveilles.
Albums de Demon One
Mon rap
(2007)
Singles
1. J'étais comme eux
Sortie : 2008

Démons et Merveilles est un album du rappeur et acteur français Demon One, sorti le 14 janvier 2008.
L'album atteint la 24e place dans le classement de ventes en France et reste classé neuf semaines.
Le titre J'étais comme eux, enregistré avec Soprano, atteint la 16e place et reste classé 23 semaines.

## Liste des titres
| 1.    | Seigneur de guerre                | 3:39 |
| 2.    | J'étais comme eux (feat. Soprano) | 3:47 |
| 3.    | South Side                        | 4:19 |
| 4.    | Mes rêves (feat. Dry)             | 4:25 |
| 5.    | On verra (feat. Diam's)           | 4:01 |
| 6.    | Pour toi (feat. Amina)            | 3:46 |
| 7.    | Alors comme ça                    | 3:31 |
| 8.    | La Bonne combinaison              | 3:35 |
| 9.    | Dans ma tête                      | 3:18 |
| 10.   | Démons et merveilles              | 4:45 |
| 11.   | Solitude                          | 3:57 |
| 12.   | Fusion (feat. Bené)               | 5:12 |
| 13.   | Déception                         | 4:07 |
| 14.   | Merci à la vie (feat. Amina)      | 3:40 |
| 15.   | Le Mot de la faim                 | 9:23 |
| 65:25 |                                   |      |